# NGC 1863
NGC 1863 is een open sterrenhoop in het sterrenbeeld Goudvis. Het hemelobject werd op 31 december 1834 ontdekt door de Britse astronoom John Herschel.

## Synoniemen
- ESO 56-SC77